# IPhone SE (3-го поколения)
iPhone SE (3-го поколения) (SE — Special Edition, с англ. — «специальное издание», иногда употребляется, как iPhone SE 3 или iPhone SE 2022) — смартфон корпорации Apple. Apple анонсировала iPhone SE третьего поколения 8 марта 2022 года, который пришёл на смену iPhone SE второго поколения. Предварительные заказы начались 11 марта 2022 года, после чего телефон был выпущен 18 марта 2022 года.
Третье поколение является частью iPhone 15-го поколения, наряду с iPhone 13 и всех его версий. iPhone SE 2022 был выпущен по стартовой цене 429 долларов в США, что на 30 долларов больше, чем у его предшественника.
Модель третьего поколения имеет те же размеры и форм-фактор, что и её предшественник, а также некоторые внутренние аппаратные компоненты из линейки iPhone 13, включая систему-на-чипе A15 Bionic. Из-за этого смартфон получил смешанные отзывы от пользователей. Это последний iPhone, который был выпущен с кнопкой Домой.
iPhone SE (3-го поколения) изначально поставлялся с iOS 15.4.

## История
Слухи об iPhone SE третьего поколения развеялись в октябре 2021 года.
iPhone SE третьего поколения был анонсирован в рамках мероприятия Apple 8 марта 2022 года.

## Характеристики

### Дизайн
iPhone SE имеет алюминиевую раму, а передняя и задняя панели выполнены из стекла. Он имеет те же габариты, что и его предшественник (138,4×67,3×7,3 мм).
iPhone SE доступен в трёх цветах: Midnight, Starlight и Product Red. Midnight и Starlight соответствуют чёрному и белому, а Product Red остался неизменным.
IPhone SE включает в себя архитектуру Apple A15 Bionic (5 нм) система на кристалле со встроенным сопроцессором движения и нейронным двигателем пятого поколения. Он доступен в трёх конфигурациях внутренней памяти: 64 Гбайт, 128 Гбайт и 256 Гбайт. SE имеет такой же класс защиты от пыли и воды IP67, как и его предшественник. В телефоне отсутствуют сверхширокополосные функции, обеспечиваемые чипом U1, который есть в iPhone 13 и 13 Pro. Несмотря на меньший размер телефона, который может привести к повышенному тепловому троттлингу, система на кристалле A15 SE работает на тех же пиковых частотах процессора, что и iPhone 13. Как и его предшественник, iPhone SE третьего поколения не имеет стандартного 3,5-мм разъёма для стереонаушников.
| Цвет | Название    | Ободок |
| ---- | ----------- | ------ |
|      | Midnight    | Чёрный |
|      | Starlight   | Чёрный |
|      | Product Red | Чёрный |

### Дисплей
iPhone SE оснащён тем же HD-дисплеем Retina, что и его предшественник, с использованием технологий IPS и True Tone и широкой цветовой гаммой (Display P3). Дисплей имеет разрешение 1334 × 750 пикселей, как и у предыдущих iPhone с диагональю 4,7 дюйма (120 мм). Плотность пикселей составляет 326 пикселей на дюйм, такая же, как на всех iPhone с ЖК-дисплеями с момента появления дисплея Retina на iPhone 4, за исключением моделей Plus. Он может воспроизводить контент HDR10 и Dolby Vision, несмотря на то, что у него нет дисплея с поддержкой HDR, что достигается путём преобразования HDR-контента с понижением частоты для соответствия дисплею с некоторыми улучшениями динамического диапазона, контрастности и широкой цветовой гаммы по сравнению со стандартным контентом.

### Камера
IPhone SE имеет заднюю 12-мегапиксельную камеру с одним объективом, аналогичную системе с одним объективом его предшественника, способную записывать видео 4K со скоростью 24, 25, 30 или 60 кадров в секунду, HD-видео 1080p с частотой 25, 30 или 60 кадров в секунду, или HD-видео 720p с частотой 30 кадров в секунду. Камера имеет апертуру ƒ/1,8, автофокус, оптическую стабилизацию изображения и вспышку True Tone с четырьмя светодиодами. Телефон также может снимать панорамы до 63 МП и делать фотографии в режиме серийной съёмки. Фронтальная камера на 7 МП с апертурой f/2.2 и автофокусом способна снимать HD-видео 1080p со скоростью 25 или 30 кадров в секунду и замедленное видео со скоростью 120 кадров в секунду.
SE третьего поколения добавляет несколько функций камеры, доступных благодаря A15 Bionic. Как и 13 и 13 Pro, задняя камера поддерживает Smart HDR 4. Задняя камера также поддерживает видео с расширенным динамическим диапазоном до 30 кадров в секунду, стереозапись и кинематографическую стабилизацию видео. И передняя, и задняя камеры iPhone SE поддерживают портретный режим и портретное освещение. Реализация портретного режима в SE изначально поддерживает только изображения людей, поскольку аппаратное обеспечение не создаёт карты глубины за счёт использования пикселей фокусировки, а вместо этого полагается на машинное обучение на основе программного обеспечения. Как и в 13 и 13 Pro, в портретном режиме есть регулировка глубины и расширенный эффект боке (эффект размытия нечёткого фона вокруг портрета). SE третьего поколения поддерживает Deep Fusion и Photographic Styles, но не поддерживает некоторые функции, такие как ночной режим и кинематографический режим, из-за более старого оборудования датчика.

### Процессор
iPhone SE оснащён процессором A15 Bionic, разработанным Apple. A15 Bionic используется в iPhone 13, iPad Mini и iPhone 14.

### ОЗУ
iPhone SE третьего поколения оснащён 4 Гбайт оперативной памяти, что больше, чем у модели второго поколения с 3 Гбайт оперативной памяти.